# Yves Coolen
Yves Coolen (Turnhout, 25 september 1995) is een Belgisch voormalig wegwielrenner en veldrijder.

## Carrière
Als belofte won Coolen in 2016 in Herenthout en de GP Gemeentebelangen in Nieuwkerken-Waas. Daarnaast werd hij tweede in de eindstand van de Beker van België en won hij het jongerenklassement.
In 2017 behaalde Coolen zijn eerste UCI-overwinning op de weg toen hij de Memorial Philippe Van Coningsloo op zijn naam schreef. Vanaf 2019 kwam hij uit voor BEAT Cycling Club. In mei 2021 was hij betrokken bij een zware valpartij in een westrijd te Ruddervoorde, waarbij hij breuken opliep aan zijn linkerschouderblad en –sleutelbeen en twee ruggenwervels. Deze blessures leidde tot zijn afscheid van het profwielrennen.
Na zijn wielercarrière nam hij onder meer deel aan loop- en duatlonwedstrijden. Zo werd hij in maart 2024 eindwinnaar van de halve marathon van Turnhout. In de Hel van Kasterlee (duatlon) werd hij in december 2022 tiende.

## Erelijst

### Veldrijden
| Seizoen   | Wereldbeker | Superprestige | GvA/bpost/DVV trofee | WK       | EK       | BK       | Overige  | Totaal aantal zeges |
| Junioren  | Junioren    | Junioren      | Junioren             | Junioren | Junioren | Junioren | Junioren | Junioren            |
| --------- | ----------- | ------------- | -------------------- | -------- | -------- | -------- | -------- | ------------------- |
| 2011-2012 |             |               |                      |          |          | 35e      |          | 0                   |
| 2012-2013 |             |               |                      |          |          | 14e      |          | 0                   |
| Beloften  |             |               |                      |          |          |          |          |                     |
| 2013-2014 |             |               |                      |          |          | 20e      |          | 0                   |
| 2014-2015 |             |               |                      |          |          | 21e      |          | 0                   |
| 2015-2016 |             |               | 18e                  |          |          | 12e      |          | 0                   |

### Wegwielrennen
2017
Memorial Philippe Van Coningsloo
2020
Omloop van Valkenswaard

## Ploegen
- 2019 –  BEAT Cycling Club